# Veinte mil leguas de viaje submarino (película de 1954)
20.000 leguas de viaje submarino (20,000 Leagues Under the Sea) es una película estadounidense de 1954 basada en la novela homónima escrita por Julio Verne, producida por Walt Disney, dirigida por Richard Fleischer y con Kirk Douglas, James Mason, Peter Lorre y Paul Lukas como actores principales.

## Argumento
En la segunda mitad del siglo XIX, los océanos y los mares ya no son seguros para la navegación. Se han perdido numerosos barcos, sin que exista una clara explicación. Muchos creen que se trata de un monstruo marino, una especie de ballena con un gran cuerno afilado en su frente. Finalmente, se organiza desde los Estados Unidos. Tiene que haber una explicación para todo eso, cuya misión consistirá en desvelar el secreto de estos hundimientos.
A bordo viaja un naturalista, el profesor Aronnax (Paul Lukas), con su ayudante Conseil (Peter Lorre). También participa en la expedición un hábil ballenero llamado Ned Land (Kirk Douglas), que espera matar la bestia. Cuando después de una larga navegación son finalmente atacados por el monstruo, el barco se hunde y los pocos supervivientes son recogidos por un navío distinto a todo lo que hubiesen podido imaginar: el submarino Nautilus.
En el 
interior del misterioso artefacto conocen al Capitán Nemo (James Mason), quien les muestra toda la nave, en donde son muy bien tratados y les informa que quienes ingresan al Nautilus, no vuelven a salir nunca, por lo que les son revelados muchos secretos y recorren diversos lugares, entre los que se menciona la mítica Atlántida.

## Reparto
- Kirk Douglas: Ned Land.
- James Mason: el capitán Nemo.
- Paul Lukas: el profesor Pierre Aronnax.
- Peter Lorre: Conseil.
- Robert J. Wilke: el primer compañero del Nautilus.
- Ted de Corsia: el capitán Farragut.
- Carleton Young: John Howard.
- J.M. Kerrigan: el viejo Billy.
- Percy Helton
- Ted Cooper
- Walter Bacon: un pueblerino.
- John Barton: un marinero.
- Oscar Blank: un marinero.
- Chet Brandenburg: un marinero.
- George Bruggeman: un marinero.
- John Daheim
- Jack Gargan: el reportero de The Post.
- Harper Goff: el ministro en la oficina de paquetes de San Francisco.
- Fred Graham: Casey Moore.
- Charles Grodin: el chico que toca los platillos.
- Harry Harvey: el agente de los tickets.
- Walter Lawrence: un pueblerino.
- Ray Linn, Jr.: el  marinero bajista.
- Dayton Lummis: el reportero de The Bulletin.
- Eddie Marr: el agente de la compra.
- Laurie Mitchell: una de las novias de Ned Land.
- T. Monaghan
- Charles Morton: un marinero.
- Ron Nyman: un marinero.
- Gloria Pall: una novia rubia.
- Jack Pennick
- Bob Reeves: un pueblerino.
- Robert Robinson: un marinero.
- John Roy: un marinero.
- Jack Stoney: el detective policía.
- S. Tarnell: un tripulante.
- Herb Vigran: el reportero del The Globe.
- Sailor Vincent: un marinero.

Entre los dobles se encuentran:

## Producción
Disney financió la película convirtiéndose la película así en el primer largometraje financiado por la compañía. Se rodó en Cinemascope.

## Recepción
La obra cinematográfica se convirtió con el tiempo en la adaptación más popular de la célebre novela homónima de Julio Verne. También se convirtió en todo un clásico del cine de aventuras fantásticas.

## Premios y reconocimientos
Oscar 1954
| Categoría                  | Persona                | Resultado |
| -------------------------- | ---------------------- | --------- |
| Mejor montaje              | Elmo Williams          | Candidato |
| Mejor dirección artística  | John Meehan Emile Kuri | Ganadores |
| Mejores efectos especiales | Walt Disney Studios    | Ganador   |

3.ª. edición del Festival de San Sebastián
| Certamen                     | Resultado |
| ---------------------------- | --------- |
| Exhibición fuera de concurso | Incluida  |